# 百胜餐饮集团
百胜餐饮集团是一家总部位于美国肯塔基州路易斯维尔的餐饮集团，旗下拥有以肯德基、必胜客、塔可鐘（Taco Bell）等為主力的多個餐飲连锁品牌，在超过130個國家和地區擁有近40,000間餐廳，是全球门市最多的快餐公司，並被雜誌列入全球500强企業名單內。作為全球佈局的一環，百勝集團在中国大陆也積極進行市場拓展，除了旗下原本就擁有如肯德基、必胜客、塔可鐘等國際品牌外，也擁有东方既白、小肥羊等中國當地品牌的經營權。2016年，百胜集团将中国大陆业务拆分为百胜中国单独上市。

## 历史
百胜公司前身泰康全球餐饮公司（Tricon Global Restaurant, Inc.），于1997年10月7日从百事可乐公司分离，成为独立的股票公開上市公司。它被授权在全球范围内使用肯德基、必胜客、塔可钟等品牌。
大衛·諾瓦克分别于2000年1月1日和2001年1月1日开始担任董事长和首席执行官。他同时也是摩根大通董事。
2002年3月，百胜宣布收购总部位于美国肯塔基州列星敦的Yorkshire Global Restaurants旗下的两个品牌：艾德熊和海滋客。同时公司更名为百胜。
2002年5月，百胜全球餐饮集团仅以3.2亿美元的低价就收购了美国艾德熊公司的全部股份。
2009年12月7日，與香港怡和集團正式簽約，售予肯德基台灣區經營權。
2011年11月7日，中华人民共和国商务部批准了百胜收购小肥羊的申请。

## 百胜中国

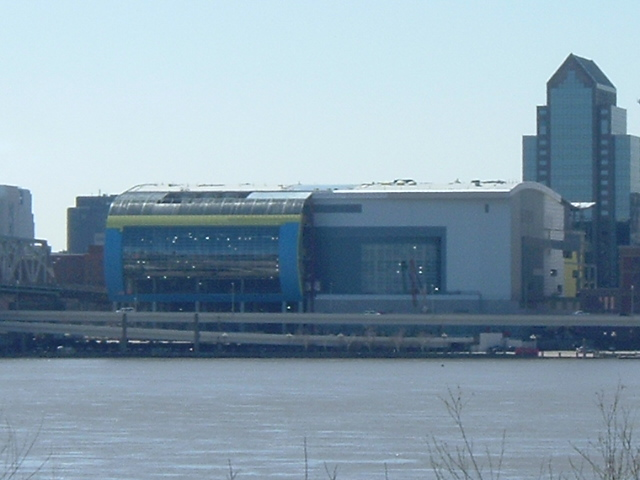
美國總部(肯德基事業)

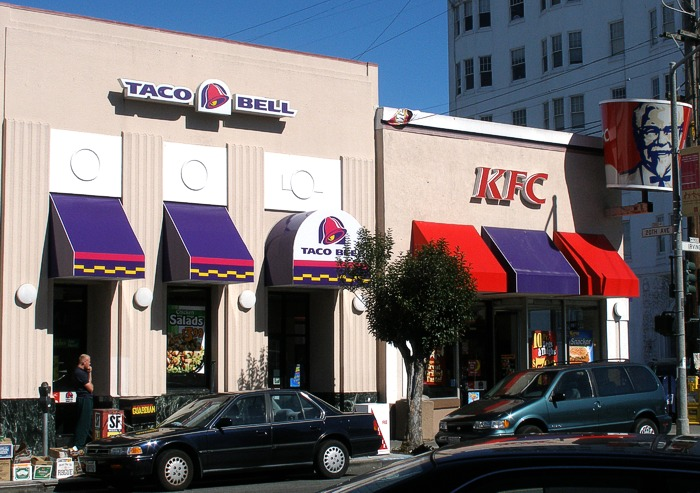
舊金山辦公室與隔壁的肯德基

## 品牌
- 肯德基（全球）
- 必胜客（全球）
- 塔可鐘
- WingStreet（美国、加拿大、德国和塞浦路斯）
- 东方既白（中国）
- 小肥羊（中国大陆、香港、澳门、美国、日本、加拿大、东南亚、韩国和阿联酋）
- Wing Works
- Pasta Bravo
- China Wok（拉丁美洲）
- Habit Restaurants